# Campeonato Nacional B 1987-88
El Torneo Nacional B 1987-1988 fue la segunda edición de la Primera B Nacional, que llevaba por ese entonces el nombre de Nacional B. Fue disputado entre el 19 de agosto de 1987 y el 4 de junio de 1988 por 22 equipos.
Se incorporaron Deportivo Italiano y Temperley, descendidos de la Primera División; Quilmes, campeón de la Primera B 1986-87, así como Atlético Tucumán y Almirante Brown, ganadores de los zonales Noroeste y Sureste, respectivamente, disputados por equipos de la Primera B y del Torneo del Interior.
El campeón del torneo fue Mandiyú de Corrientes, que ascendió directamente a la Primera División. El segundo ascenso se definió a través de un Torneo Reducido jugado entre los mejores 9 equipos del campeonato (ranqueados después del campeón), más los tres equipos ascendidos de la tercera división en la temporada 1987-88. En consecuencia, el ascenso fue ganado por el Club Atlético San Martín de Tucumán, que clasificó al reducido por ser el ganador del Zonal Noroeste, convirtiéndose de esta manera en el primer y único equipo que accedió a la Primera División sin disputar la segunda categoría.
Asimismo, el torneo determinó el descenso de Ferro Carril Oeste de General Pico, Gimnasia y Esgrima de Jujuy y Guaraní Antonio Franco, todos ellos a su respectiva liga regional, por medio de la tabla de promedios.

## Ascensos y descensos
| Promedio | Descendidos del Nacional B 1986-87 |
| -------- | ---------------------------------- |
| 20.º     | Central Norte                      |
| 21.º     | Atlético Concepción                |
| 22.º     | Unión (Villa Krause)               |

| Posición       | Ascendidos al Nacional B 1987-88 |
| -------------- | -------------------------------- |
| 1.º            | Quilmes                          |
| Zonal Noroeste | Atlético Tucumán                 |
| Zonal Sureste  | Almirante Brown                  |

| Posición  | Ascendidos a la Primera División 1987-88 |
| --------- | ---------------------------------------- |
| 1.º       | Deportivo Armenio                        |
| Gan. red. | Banfield                                 |

| Promedio | Descendidos de la Primera División 1986-87 |
| -------- | ------------------------------------------ |
| 19.º     | Temperley                                  |
| 20.º     | Deportivo Italiano                         |

## Equipos
| Equipo                 | Ciudad                | Estadio                                  |
| ---------------------- | --------------------- | ---------------------------------------- |
| Almirante Brown        | Isidro Casanova       | Fragata Presidente Sarmiento             |
| Atlético Tucumán       | Tucumán               | Monumental José Fierro                   |
| Belgrano               | Córdoba               | Julio César Villagra                     |
| Central Córdoba        | Santiago del Estero   | Alfredo Terrera                          |
| Chacarita Juniors      | Villa Maipú           | Chacarita Juniors                        |
| Chaco For Ever         | Resistencia           | Juan Alberto García                      |
| Cipolletti             | Cipolletti            | La Visera de Cemento                     |
| Colón                  | Santa Fe              | Brigadier Estanislao López               |
| Defensa y Justicia     | Florencio Varela      | Norberto Tomaghello                      |
| Deportivo Italiano     | Ciudad Evita          | No posee                                 |
| Deportivo Maipú        | Maipú                 | Omar Higinio Sperdutti                   |
| Deportivo Mandiyú      | Corrientes            | No posee                                 |
| Douglas Haig           | Pergamino             | Miguel Morales                           |
| Ferro Carril Oeste     | General Pico          | Coloso de Barrio Talleres                |
| Gimnasia y Esgrima (J) | San Salvador de Jujuy | 23 de Agosto                             |
| Guaraní Antonio Franco | Posadas               | Clemente Argentino Fernández de Oliveira |
| Huracán                | Buenos Aires          | Tomás Adolfo Ducó                        |
| Lanús                  | Lanús                 | Ciudad de Lanús - Néstor Díaz Pérez      |
| Los Andes              | Lomas de Zamora       | Eduardo Gallardón                        |
| Quilmes                | Quilmes               | Centenario                               |
| Temperley              | Temperley             | Alfredo Beranger                         |
| Tigre                  | Victoria              | José Dellagiovanna                       |

### Distribución geográfica de los equipos
| Región                                   | Cant. | Equipos |
| ---------------------------------------- | ----- | --- |
| conurbano bonaerense                     | 9     | Almirante Brown, Chacarita Juniors, Defensa y Justicia, Deportivo Italiano, Lanús, Los Andes, Quilmes, Temperley y Tigre |
| Ciudad de Buenos Aires                   | 1     | Huracán |
| Interior de la provincia de Buenos Aires | 1     | Douglas Haig |
| Provincia de Chaco                       | 1     | Chaco For Ever |
| Provincia de Córdoba                     | 1     | Belgrano |
| Provincia de Corrientes                  | 1     | Deportivo Mandiyú |
| Provincia de Jujuy                       | 1     | Gimnasia y Esgrima |
| Provincia de La Pampa                    | 1     | Ferro Carril Oeste |
| Provincia de Mendoza                     | 1     | Deportivo Maipú |
| Provincia de Misiones                    | 1     | Guaraní Antonio Franco                                                                                                   |
| Provincia de Río Negro                   | 1     | Cipolletti |
| Provincia de Santa Fe                    | 1     | Colón |
| Provincia de Santiago del Estero         | 1     | Central Córdoba |
| Provincia de Tucumán                     | 1     | Atlético Tucumán |

## Formato

### Competición
Se disputó un torneo de 42 fechas por el sistema de todos contra todos a dos ruedas.

### Ascensos
El equipo que obtuvo más puntos fue el campeón, que ascendió a la Primera División. Los equipos ubicados entre el segundo y el décimo lugar, el campeón de la Primera B y los ganadores de los zonales, donde participaron equipos de esa división y del interior, disputaron un torneo reducido, de manera eliminatoria a dos ruedas, ida y vuelta. El formato fue distinto del año anterior: los equipos que finalizaron entre el cuarto y el décimo lugar y los ganadores de los zonales disputaron la primera ronda. En la segunda ronda se sumó el tercer ubicado en el campeonato y en las semifinales, el subcampeón. El ganador ascendió a Primera División junto con el campeón.

### Descensos
Se deciden mediante una tabla de promedios determinados por el cociente entre los puntos obtenidos y los partidos jugados en las cuatro últimas temporadas. Si un club asciende y luego de una temporada desciende, se le contabilizan los puntos obtenidos en su campaña previa.
Los tres últimos de dicha tabla descienden a la Primera B o a su respectiva liga regional, según corresponda. Otro equipo indirectamente afiliado, que no sea alguno de los últimos tres de la tabla de promedios, deberá disputar una Promoción contra un equipo del Torneo del Interior.

## Tabla de posiciones
| Pos  | Equipo                            | Pts | PJ | G  | E  | P  | GL | EL | PL | GV | EV | PV | GF | GC | DIF |
| ---- | --------------------------------- | --- | -- | -- | -- | -- | -- | -- | -- | -- | -- | -- | -- | -- | --- |
| 1.º  | Mandiyú                           | 58  | 42 | 20 | 18 | 4  | 12 | 7  | 2  | 8  | 11 | 2  | 54 | 24 | 30  |
| 2.º  | Quilmes                           | 54  | 42 | 20 | 14 | 8  | 12 | 7  | 2  | 8  | 7  | 6  | 50 | 34 | 16  |
| 3.º  | Cipolletti                        | 52  | 42 | 19 | 14 | 9  | 12 | 6  | 3  | 7  | 8  | 6  | 51 | 31 | 20  |
| 4.º  | Chaco For Ever                    | 51  | 42 | 18 | 15 | 9  | 10 | 6  | 5  | 8  | 9  | 4  | 59 | 44 | 13  |
| 5.º  | Tigre                             | 49  | 42 | 19 | 11 | 12 | 11 | 6  | 4  | 8  | 5  | 8  | 55 | 44 | 11  |
| 6.º  | Belgrano                          | 49  | 42 | 18 | 13 | 11 | 14 | 5  | 2  | 4  | 8  | 9  | 50 | 44 | 6   |
| 7.º  | Huracán                           | 48  | 42 | 19 | 10 | 13 | 11 | 5  | 5  | 8  | 5  | 8  | 54 | 38 | 16  |
| 8.º  | Colón                             | 48  | 42 | 18 | 12 | 12 | 12 | 6  | 3  | 6  | 6  | 9  | 50 | 45 | 5   |
| 9.º  | Atlético Tucumán                  | 45  | 42 | 14 | 17 | 11 | 10 | 9  | 2  | 4  | 8  | 9  | 57 | 51 | 6   |
| 10.º | Douglas Haig                      | 43  | 42 | 12 | 19 | 11 | 7  | 8  | 6  | 5  | 11 | 5  | 45 | 41 | 4   |
| 11.º | Chacarita Juniors                 | 43  | 42 | 13 | 17 | 12 | 7  | 9  | 5  | 6  | 8  | 7  | 42 | 43 | -1  |
| 12.º | Central Córdoba (Sgo. del Estero) | 42  | 42 | 13 | 16 | 13 | 7  | 11 | 3  | 6  | 5  | 10 | 57 | 58 | 1   |
| 13.º | Deportivo Italiano                | 41  | 42 | 13 | 15 | 14 | 9  | 6  | 6  | 4  | 9  | 8  | 51 | 54 | -3  |
| 14.º | Almirante Brown                   | 40  | 42 | 14 | 12 | 16 | 11 | 7  | 3  | 3  | 5  | 13 | 51 | 54 | -3  |
| 15.º | Deportivo Maipú                   | 40  | 42 | 11 | 18 | 13 | 7  | 10 | 4  | 4  | 8  | 9  | 47 | 52 | -5  |
| 16.º | Defensa y Justicia                | 38  | 42 | 11 | 16 | 15 | 8  | 7  | 6  | 3  | 9  | 9  | 43 | 35 | 8   |
| 17.º | Guaraní Antonio Franco            | 38  | 42 | 13 | 12 | 17 | 9  | 7  | 5  | 4  | 5  | 12 | 45 | 47 | -2  |
| 18.º | Temperley                         | 38  | 42 | 11 | 16 | 15 | 8  | 8  | 5  | 3  | 18 | 10 | 47 | 51 | -4  |
| 19.º | Lanús                             | 35  | 42 | 11 | 13 | 18 | 8  | 6  | 7  | 3  | 7  | 11 | 64 | 69 | -5  |
| 20.º | Los Andes                         | 33  | 42 | 12 | 9  | 21 | 7  | 6  | 8  | 5  | 3  | 13 | 45 | 63 | -18 |
| 21.º | Ferro Carril Oeste (Gral. Pico)   | 25  | 42 | 6  | 13 | 23 | 6  | 8  | 7  | 0  | 5  | 16 | 31 | 67 | -36 |
| 22.º | Gimnasia y Esgrima (Jujuy)        | 14  | 42 | 4  | 6  | 32 | 4  | 3  | 14 | 0  | 3  | 18 | 23 | 82 | -59 |

|  | Campeón. Asciende directamente a Primera División. Clasificó a la Liguilla Pre-Libertadores 1988. |
|  | Disputó el Torneo Reducido por el Segundo Ascenso a partir de las semifinales.                    |
|  | Disputó el Torneo Reducido por el Segundo Ascenso a partir de la segunda ronda.                   |
|  | Disputaron el Torneo Reducido por el Segundo Ascenso a partir de la primera ronda.                |

- Club Deportivo Mandiyú
Campeón de Primera B Nacional 1987-88 (1.º título).
Ascendido a Primera División.

## Tabla de promedios
| Pos  | Equipo                            | T. 85 | T. 86 | 86-87 | 87-88 | Total | PJ  | Promedio |
| ---- | --------------------------------- | ----- | ----- | ----- | ----- | ----- | --- | -------- |
| 1.º  | Mandiyú                           | -     | -     | 48    | 58    | 106   | 84  | 1,261    |
| 2.º  | Belgrano                          | -     | -     | 54    | 49    | 103   | 84  | 1,226    |
| 3.º  | Huracán                           | -     | -     | 54    | 48    | 102   | 84  | 1,214    |
| 4.º  | Chaco For Ever                    | -     | -     | 48    | 51    | 99    | 84  | 1,178    |
| 5.º  | Colón1                            | 43    | 21    | 54    | 48    | 166   | 144 | 1,152    |
| 6.º  | Quilmes2                          | 47    | 11    | 48    | 54    | 160   | 144 | 1,111    |
| 7.º  | Atlético Tucumán                  | -     | -     | -     | 45    | 45    | 42  | 1,071    |
| 8.º  | Deportivo Maipú                   | -     | -     | 49    | 40    | 89    | 84  | 1,059    |
| 9.º  | Lanús1                            | 47    | 21    | 47    | 35    | 150   | 144 | 1,041    |
| 10.º | Cipolletti                        | -     | -     | 35    | 52    | 87    | 84  | 1,035    |
| 11.º | Tigre1                            | 36    | 23    | 38    | 49    | 146   | 144 | 1,013    |
| 12.º | Defensa y Justicia1               | -     | 21    | 43    | 38    | 102   | 102 | 1,000    |
| 13.º | Douglas Haig                      | -     | -     | 41    | 43    | 84    | 84  | 1,000    |
| 14.º | Los Andes1                        | 47    | 23    | 40    | 33    | 143   | 144 | 0,993    |
| 15.º | Deportivo Italiano                | -     | -     | -     | 41    | 41    | 42  | 0,976    |
| 16.º | Central Córdoba (Sgo. del Estero) | -     | -     | 37    | 42    | 79    | 84  | 0,940    |
| 17.º | Almirante Brown2                  | 31    | 17    | 45    | 40    | 133   | 144 | 0,923    |
| 18.º | Chacarita Juniors                 | -     | -     | 34    | 43    | 77    | 84  | 0,916    |
| 19.º | Temperley                         | -     | -     | -     | 38    | 38    | 42  | 0,904    |
| 20.º | Guaraní Antonio Franco            | -     | -     | 35    | 38    | 73    | 84  | 0,869    |
| 21.º | Ferro Carril Oeste (Gral. Pico)   | -     | -     | 36    | 25    | 61    | 84  | 0,726    |
| 22.º | Gimnasia y Esgrima (Jujuy)        | -     | -     | 34    | 14    | 48    | 84  | 0,571    |

|  | Descendieron a la tercera categoría. |

1: Mantuvieron los puntajes obtenidos en las pasadas ediciones de la Primera B, a pesar de que la categoría era nueva.
2: A pesar de haber ascendido para disputar este campeonato, los puntajes que obtuvieron en la temporada 1986-87 de la Primera B se utilizaron para calcular los promedios, además de los conseguidos en los dos torneos anteriores.

## Resultados
| Fecha 1                | Fecha 1   | Fecha 1            | Fecha 1 |
| Local                  | Resultado | Visitante          |         |
| ---------------------- | --------- | ------------------ | ------- |
| Deportivo Maipú        | 0 - 2     | Douglas Haig       |         |
| Quilmes                | 1 - 1     | Cipolletti         |         |
| Deportivo Mandiyú      | 0 - 1     | Tigre              |         |
| Lanús                  | 2 - 2     | Atlético Tucumán   |         |
| Guaraní Antonio Franco | 1 - 0     | Gimnasia (Jujuy)   |         |
| Deportivo Italiano     | 1 - 3     | Los Andes          |         |
| Belgrano               | 1 - 0     | Colón              |         |
| Temperley              | 0 - 0     | Almirante Brown    |         |
| Central Córdoba (SdE)  | 1 - 2     | Huracán            |         |
| Chacarita Juniors      | 0 - 0     | Chaco For Ever     |         |
| Ferro (General Pico)   | 1 - 0     | Defensa y Justicia |         |

| Ferro (General Pico) | 0 - 0 | Quilmes                |
| Defensa y Justicia   | 0 - 1 | Chacarita Juniors      |
| Chaco For Ever       | 3 - 3 | Central Córdoba (SdE)  |
| Huracán              | 1 - 2 | Deportivo Maipú        |
| Douglas Haig         | 2 - 1 | Temperley              |
| Almirante Brown      | 0 - 0 | Belgrano               |
| Colón                | 0 - 1 | Deportivo Italiano     |
| Los Andes            | 0 - 1 | Guaraní Antonio Franco |
| Gimnasia (Jujuy)     | 0 - 0 | Lanús                  |
| Atlético Tucumán     | 1 - 1 | Deportivo Mandiyú      |
| Tigre                | 2 - 1 | Cipolletti             |

| Fecha 3                | Fecha 3   | Fecha 3              | Fecha 3 |
| Local                  | Resultado | Visitante            |         |
| ---------------------- | --------- | -------------------- | ------- |
| Cipolletti             | 1 - 3     | Atlético Tucumán     |         |
| Guaraní Antonio Franco | 1 - 1     | Colón                |         |
| Belgrano               | 1 - 0     | Douglas Haig         |         |
| Deportivo Maipú        | 0 - 0     | Chaco For Ever       |         |
| Quilmes                | 3 - 1     | Tigre                |         |
| Deportivo Mandiyú      | 2 - 0     | Gimnasia (Jujuy)     |         |
| Lanús                  | 4 - 1     | Los Andes            |         |
| Deportivo Italiano     | 3 - 1     | Almirante Brown      |         |
| Temperley              | 0 - 1     | Huracán              |         |
| Central Córdoba (SdE)  | 2 - 1     | Defensa y Justicia   |         |
| Chacarita Juniors      | 0 - 0     | Ferro (General Pico) |         |

| Chacarita Juniors    | 0 - 1 | Quilmes                |
| Ferro (General Pico) | 0 - 1 | Central Córdoba (SdE)  |
| Defensa y Justicia   | 0 - 0 | Deportivo Maipú        |
| Huracán              | 2 - 1 | Belgrano               |
| Douglas Haig         | 1 - 1 | Deportivo Italiano     |
| Almirante Brown      | 1 - 0 | Guaraní Antonio Franco |
| Los Andes            | 0 - 1 | Deportivo Mandiyú      |
| Atlético Tucumán     | 1 - 3 | Tigre                  |
| Chaco For Ever       | 0 - 1 | Temperley              |
| Colón                | 2 - 3 | Lanús                  |
| Gimnasia (Jujuy)     | 0 - 1 | Cipolletti             |

| Fecha 5                | Fecha 5   | Fecha 5              | Fecha 5 |
| Local                  | Resultado | Visitante            |         |
| ---------------------- | --------- | -------------------- | ------- |
| Quilmes                | 0 - 1     | Atlético Tucumán     |         |
| Tigre                  | 2 - 0     | Gimnasia (Jujuy)     |         |
| Lanús                  | 2 - 2     | Almirante Brown      |         |
| Deportivo Italiano     | 0 - 3     | Huracán              |         |
| Belgrano               | 2 - 1     | Chaco For Ever       |         |
| Temperley              | 0 - 0     | Defensa y Justicia   |         |
| Deportivo Maipú        | 5 - 1     | Ferro (General Pico) |         |
| Central Córdoba (SdE)  | 1 - 1     | Chacarita Juniors    |         |
| Cipolletti             | 2 - 0     | Los Andes            |         |
| Deportivo Mandiyú      | 1 - 0     | Colón                |         |
| Guaraní Antonio Franco | 1 - 1     | Douglas Haig         |         |

| Central Córdoba (SdE) | 2 - 2 | Quilmes                |
| Chacarita Juniors     | 1 - 0 | Deportivo Maipú        |
| Ferro (General Pico)  | 2 - 0 | Temperley              |
| Defensa y Justicia    | 1 - 0 | Belgrano               |
| Chaco For Ever        | 5 - 2 | Deportivo Italiano     |
| Huracán               | 0 - 1 | Guaraní Antonio Franco |
| Douglas Haig          | 0 - 1 | Lanús                  |
| Almirante Brown       | 3 - 2 | Deportivo Mandiyú      |
| Colón                 | 2 - 2 | Cipolletti             |
| Los Andes             | 1 - 0 | Tigre                  |
| Gimnasia (Jujuy)      | 2 - 1 | Atlético Tucumán       |

| Fecha 7                | Fecha 7   | Fecha 7               | Fecha 7 |
| Local                  | Resultado | Visitante             |         |
| ---------------------- | --------- | --------------------- | ------- |
| Quilmes                | 4 - 0     | Gimnasia (Jujuy)      |         |
| Tigre                  | 2 - 1     | Colón                 |         |
| Deportivo Mandiyú      | 1 - 0     | Douglas Haig          |         |
| Lanús                  | 0 - 2     | Huracán               |         |
| Deportivo Italiano     | 0 - 0     | Defensa y Justicia    |         |
| Belgrano               | 2 - 1     | Ferro (General Pico)  |         |
| Temperley              | 0 - 1     | Chacarita Juniors     |         |
| Deportivo Maipú        | 2 - 1     | Central Córdoba (SdE) |         |
| Cipolletti             | 1 - 0     | Almirante Brown       |         |
| Guaraní Antonio Franco | 0 - 0     | Chaco For Ever        |         |
| Atlético Tucumán       | 1 - 0     | Los Andes             |         |

| Deportivo Maipú       | 1 - 1 | Quilmes                |
| Central Córdoba (SdE) | 3 - 2 | Temperley              |
| Chacarita Juniors     | 0 - 0 | Belgrano               |
| Ferro (General Pico)  | 0 - 0 | Deportivo Italiano     |
| Defensa y Justicia    | 3 - 0 | Guaraní Antonio Franco |
| Chaco For Ever        | 3 - 0 | Lanús                  |
| Huracán               | 0 - 1 | Deportivo Mandiyú      |
| Douglas Haig          | 0 - 0 | Cipolletti             |
| Almirante Brown       | 0 - 0 | Tigre                  |
| Colón                 | 1 - 1 | Atlético Tucumán       |
| Los Andes             | 2 - 1 | Gimnasia (Jujuy)       |

| Fecha 9                | Fecha 9   | Fecha 9               | Fecha 9 |
| Local                  | Resultado | Visitante             |         |
| ---------------------- | --------- | --------------------- | ------- |
| Quilmes                | 1 - 1     | Los Andes             |         |
| Atlético Tucumán       | 2 - 1     | Almirante Brown       |         |
| Tigre                  | 1 - 1     | Douglas Haig          |         |
| Deportivo Mandiyú      | 1 - 1     | Chaco For Ever        |         |
| Lanús                  | 2 - 0     | Defensa y Justicia    |         |
| Deportivo Italiano     | 1 - 1     | Chacarita Juniors     |         |
| Belgrano               | 2 - 1     | Central Córdoba (SdE) |         |
| Temperley              | 3 - 1     | Deportivo Maipú       |         |
| Gimnasia (Jujuy)       | 0 - 1     | Colón                 |         |
| Cipolletti             | 1 - 2     | Huracán               |         |
| Guaraní Antonio Franco | 3 - 0     | Ferro (General Pico)  |         |

| Temperley             | 1 - 1 | Quilmes                |
| Deportivo Maipú       | 0 - 1 | Belgrano               |
| Central Córdoba (SdE) | 0 - 1 | Deportivo Italiano     |
| Chacarita Juniors     | 1 - 0 | Guaraní Antonio Franco |
| Ferro (General Pico)  | 1 - 2 | Lanús                  |
| Defensa y Justicia    | 0 - 0 | Deportivo Mandiyú      |
| Chaco For Ever        | 0 - 3 | Cipolletti             |
| Huracán               | 2 - 1 | Tigre                  |
| Douglas Haig          | 2 - 1 | Atlético Tucumán       |
| Almirante Brown       | 2 - 1 | Gimnasia (Jujuy)       |
| Colón                 | 1 - 0 | Los Andes              |

| Fecha 11               | Fecha 11  | Fecha 11              | Fecha 11 |
| Local                  | Resultado | Visitante             |          |
| ---------------------- | --------- | --------------------- | -------- |
| Quilmes                | 1 - 0     | Colón                 |          |
| Los Andes              | 2 - 1     | Almirante Brown       |          |
| Atlético Tucumán       | 3 - 0     | Huracán               |          |
| Tigre                  | 0 - 3     | Chaco For Ever        |          |
| Deportivo Mandiyú      | 2 - 0     | Ferro (General Pico)  |          |
| Lanús                  | 2 - 2     | Chacarita Juniors     |          |
| Deportivo Italiano     | 0 - 0     | Deportivo Maipú       |          |
| Belgrano               | 0 - 0     | Temperley             |          |
| Gimnasia (Jujuy)       | 2 - 2     | Douglas Haig          |          |
| Cipolletti             | 1 - 0     | Defensa y Justicia    |          |
| Guaraní Antonio Franco | 1 - 3     | Central Córdoba (SdE) |          |

| Belgrano              | 1 - 1 | Quilmes                |
| Temperley             | 0 - 1 | Deportivo Italiano     |
| Deportivo Maipú       | 1 - 0 | Guaraní Antonio Franco |
| Central Córdoba (SdE) | 1 - 1 | Lanús                  |
| Chacarita Juniors     | 0 - 0 | Deportivo Mandiyú      |
| Defensa y Justicia    | 0 - 1 | Tigre                  |
| Chaco For Ever        | 1 - 3 | Atlético Tucumán       |
| Huracán               | 2 - 0 | Gimnasia (Jujuy)       |
| Douglas Haig          | 3 - 1 | Los Andes              |
| Almirante Brown       | 2 - 1 | Colón                  |
| Ferro (General Pico)  | 0 - 1 | Cipolletti             |

| Fecha 13               | Fecha 13  | Fecha 13              | Fecha 13 |
| Local                  | Resultado | Visitante             |          |
| ---------------------- | --------- | --------------------- | -------- |
| Quilmes                | 1 - 0     | Almirante Brown       |          |
| Colón                  | 0 - 0     | Douglas Haig          |          |
| Los Andes              | 0 - 0     | Huracán               |          |
| Gimnasia (Jujuy)       | 0 - 1     | Chaco For Ever        |          |
| Atlético Tucumán       | 1 - 1     | Defensa y Justicia    |          |
| Tigre                  | 1 - 1     | Ferro (General Pico)  |          |
| Deportivo Mandiyú      | 3 - 0     | Central Córdoba (SdE) |          |
| Lanús                  | 1 - 1     | Deportivo Maipú       |          |
| Deportivo Italiano     | 2 - 0     | Belgrano              |          |
| Cipolletti             | 1 - 0     | Chacarita Juniors     |          |
| Guaraní Antonio Franco | 3 - 1     | Temperley             |          |

| Deportivo Italiano    | 4 - 1 | Quilmes                |
| Belgrano              | 1 - 1 | Guaraní Antonio Franco |
| Temperley             | 2 - 0 | Lanús                  |
| Deportivo Maipú       | 0 - 1 | Deportivo Mandiyú      |
| Central Córdoba (SdE) | 1 - 1 | Cipolletti             |
| Chacarita Juniors     | 0 - 0 | Tigre                  |
| Defensa y Justicia    | 1 - 0 | Gimnasia (Jujuy)       |
| Chaco For Ever        | 0 - 0 | Los Andes              |
| Huracán               | 0 - 0 | Colón                  |
| Douglas Haig          | 0 - 0 | Almirante Brown        |
| Ferro (General Pico)  | 0 - 0 | Atlético Tucumán       |

| Fecha 15               | Fecha 15  | Fecha 15              | Fecha 15 |
| Local                  | Resultado | Visitante             |          |
| ---------------------- | --------- | --------------------- | -------- |
| Quilmes                | 1 - 2     | Douglas Haig          |          |
| Almirante Brown        | 2 - 1     | Huracán               |          |
| Colón                  | 2 - 1     | Chaco For Ever        |          |
| Los Andes              | 4 - 3     | Defensa y Justicia    |          |
| Gimnasia (Jujuy)       | 1 - 0     | Ferro (General Pico)  |          |
| Atlético Tucumán       | 0 - 2     | Chacarita Juniors     |          |
| Tigre                  | 0 - 2     | Central Córdoba (SdE) |          |
| Deportivo Mandiyú      | 3 - 1     | Temperley             |          |
| Lanús                  | 0 - 0     | Belgrano              |          |
| Cipolletti             | 2 - 1     | Deportivo Maipú       |          |
| Guaraní Antonio Franco | 2 - 0     | Deportivo Italiano    |          |

| Deportivo Italiano     | 1 - 1 | Lanús             |
| Belgrano               | 2 - 0 | Deportivo Mandiyú |
| Temperley              | 0 - 0 | Cipolletti        |
| Deportivo Maipú        | 1 - 1 | Tigre             |
| Central Córdoba (SdE)  | 2 - 2 | Atlético Tucumán  |
| Chacarita Juniors      | 1 - 1 | Gimnasia (Jujuy)  |
| Defensa y Justicia     | 1 - 3 | Colón             |
| Chaco For Ever         | 1 - 0 | Almirante Brown   |
| Huracán                | 2 - 2 | Douglas Haig      |
| Ferro (General Pico)   | 2 - 0 | Los Andes         |
| Guaraní Antonio Franco | 0 - 1 | Quilmes           |

| Fecha 17          | Fecha 17  | Fecha 17               | Fecha 17 |
| Local             | Resultado | Visitante              |          |
| ----------------- | --------- | ---------------------- | -------- |
| Quilmes           | 1 - 0     | Huracán                |          |
| Douglas Haig      | 1 - 2     | Chaco For Ever         |          |
| Almirante Brown   | 1 - 1     | Defensa y Justicia     |          |
| Colón             | 1 - 0     | Ferro (General Pico)   |          |
| Los Andes         | 1 - 2     | Chacarita Juniors      |          |
| Gimnasia (Jujuy)  | 1 - 2     | Central Córdoba (SdE)  |          |
| Atlético Tucumán  | 1 - 1     | Deportivo Maipú        |          |
| Tigre             | 3 - 3     | Temperley              |          |
| Deportivo Mandiyú | 0 - 0     | Deportivo Italiano     |          |
| Lanús             | 1 - 0     | Guaraní Antonio Franco |          |
| Cipolletti        | 1 - 0     | Belgrano               |          |

| Lanús                  | 1 - 2 | Quilmes           |
| Deportivo Italiano     | 1 - 2 | Cipolletti        |
| Belgrano               | 2 - 0 | Tigre             |
| Temperley              | 1 - 1 | Atlético Tucumán  |
| Deportivo Maipú        | 1 - 1 | Gimnasia (Jujuy)  |
| Central Córdoba (SdE)  | 0 - 1 | Los Andes         |
| Chacarita Juniors      | 1 - 2 | Colón             |
| Ferro (General Pico)   | 2 - 1 | Almirante Brown   |
| Defensa y Justicia     | 0 - 1 | Douglas Haig      |
| Chaco For Ever         | 1 - 1 | Huracán           |
| Guaraní Antonio Franco | 1 - 1 | Deportivo Mandiyú |

| Fecha 19          | Fecha 19  | Fecha 19               | Fecha 19 |
| Local             | Resultado | Visitante              |          |
| ----------------- | --------- | ---------------------- | -------- |
| Atlético Tucumán  | 2 - 2     | Belgrano               |          |
| Colón             | 1 - 0     | Central Córdoba (SdE)  |          |
| Tigre             | 1 - 1     | Deportivo Italiano     |          |
| Deportivo Mandiyú | 1 - 0     | Lanús                  |          |
| Douglas Haig      | 2 - 0     | Ferro (General Pico)   |          |
| Quilmes           | 0 - 0     | Chaco For Ever         |          |
| Huracán           | 2 - 0     | Defensa y Justicia     |          |
| Almirante Brown   | 2 - 1     | Chacarita Juniors      |          |
| Los Andes         | 1 - 2     | Deportivo Maipú        |          |
| Cipolletti        | 0 - 0     | Guaraní Antonio Franco |          |
| Gimnasia (Jujuy)  | 0 - 1     | Temperley              |          |

| Deportivo Mandiyú      | 1 - 1 | Quilmes          |
| Lanús                  | 2 - 3 | Cipolletti       |
| Guaraní Antonio Franco | 1 - 3 | Tigre            |
| Deportivo Italiano     | 2 - 0 | Atlético Tucumán |
| Belgrano               | 4 - 0 | Gimnasia (Jujuy) |
| Temperley              | 2 - 1 | Los Andes        |
| Deportivo Maipú        | 0 - 0 | Colón            |
| Central Córdoba (SdE)  | 1 - 1 | Almirante Brown  |
| Chacarita Juniors      | 2 - 1 | Douglas Haig     |
| Ferro (General Pico)   | 2 - 1 | Huracán          |
| Defensa y Justicia     | 0 - 0 | Chaco For Ever   |

| Fecha 21         | Fecha 21  | Fecha 21               | Fecha 21 |
| Local            | Resultado | Visitante              |          |
| ---------------- | --------- | ---------------------- | -------- |
| Quilmes          | 0 - 0     | Defensa y Justicia     |          |
| Chaco For Ever   | 0 - 0     | Ferro (General Pico)   |          |
| Huracán          | 1 - 1     | Chacarita Juniors      |          |
| Douglas Haig     | 1 - 1     | Central Córdoba (SdE)  |          |
| Almirante Brown  | 1 - 1     | Deportivo Maipú        |          |
| Colón            | 2 - 1     | Temperley              |          |
| Los Andes        | 1 - 3     | Belgrano               |          |
| Gimnasia (Jujuy) | 1 - 0     | Deportivo Italiano     |          |
| Atlético Tucumán | 1 - 1     | Guaraní Antonio Franco |          |
| Tigre            | 1 - 1     | Lanús                  |          |
| Cipolletti       | 1 - 1     | Deportivo Mandiyú      |          |

| Tigre              | 0 - 1 | Deportivo Mandiyú      |
| Atlético Tucumán   | 1 - 0 | Lanús                  |
| Los Andes          | 1 - 1 | Deportivo Italiano     |
| Colón              | 4 - 1 | Belgrano               |
| Almirante Brown    | 2 - 3 | Temperley              |
| Douglas Haig       | 1 - 1 | Deportivo Maipú        |
| Huracán            | 2 - 1 | Central Córdoba (SdE)  |
| Defensa y Justicia | 0 - 0 | Ferro (General Pico)   |
| Cipolletti         | 1 - 0 | Quilmes                |
| Gimnasia (Jujuy)   | 1 - 2 | Guaraní Antonio Franco |
| Chaco For Ever     | 3 - 2 | Chacarita Juniors      |

| Fecha 23               | Fecha 23  | Fecha 23             | Fecha 23 |
| Local                  | Resultado | Visitante            |          |
| ---------------------- | --------- | -------------------- | -------- |
| Belgrano               | 1 - 3     | Almirante Brown      |          |
| Central Córdoba (SdE)  | 1 - 1     | Chaco For Ever       |          |
| Guaraní Antonio Franco | 1 - 1     | Los Andes            |          |
| Quilmes                | 2 - 1     | Ferro (General Pico) |          |
| Chacarita Juniors      | 2 - 2     | Defensa y Justicia   |          |
| Deportivo Maipú        | 0 - 0     | Huracán              |          |
| Temperley              | 0 - 0     | Douglas Haig         |          |
| Deportivo Italiano     | 2 - 0     | Colón                |          |
| Lanús                  | 5 - 2     | Gimnasia (Jujuy)     |          |
| Deportivo Mandiyú      | 0 - 0     | Atlético Tucumán     |          |
| Cipolletti             | 0 - 1     | Tigre                |          |

| Colón                | 2 - 1 | Guaraní Antonio Franco |
| Chaco For Ever       | 2 - 1 | Deportivo Maipú        |
| Ferro (General Pico) | 0 - 0 | Chacarita Juniors      |
| Tigre                | 0 - 1 | Quilmes                |
| Atlético Tucumán     | 4 - 1 | Cipolletti             |
| Gimnasia (Jujuy)     | 0 - 0 | Deportivo Mandiyú      |
| Los Andes            | 2 - 2 | Lanús                  |
| Almirante Brown      | 0 - 0 | Deportivo Italiano     |
| Douglas Haig         | 1 - 1 | Belgrano               |
| Huracán              | 2 - 0 | Temperley              |
| Defensa y Justicia   | 1 - 2 | Central Córdoba (SdE)  |

| Fecha 25               | Fecha 25  | Fecha 25             | Fecha 25 |
| Local                  | Resultado | Visitante            |          |
| ---------------------- | --------- | -------------------- | -------- |
| Quilmes                | 1 - 0     | Chacarita Juniors    |          |
| Central Córdoba (SdE)  | 1 - 0     | Ferro (General Pico) |          |
| Deportivo Maipú        | 1 - 1     | Defensa y Justicia   |          |
| Temperley              | 1 - 2     | Chaco For Ever       |          |
| Belgrano               | 0 - 3     | Huracán              |          |
| Deportivo Italiano     | 1 - 1     | Douglas Haig         |          |
| Guaraní Antonio Franco | 2 - 1     | Almirante Brown      |          |
| Lanús                  | 0 - 2     | Colón                |          |
| Deportivo Mandiyú      | 3 - 2     | Los Andes            |          |
| Cipolletti             | 1 - 0     | Gimnasia (Jujuy)     |          |
| Tigre                  | 1 - 0     | Atlético Tucumán     |          |

| Atlético Tucumán     | 1 - 0 | Quilmes                |
| Los Andes            | 1 - 0 | Cipolletti             |
| Almirante Brown      | 2 - 0 | Lanús                  |
| Douglas Haig         | 1 - 0 | Guaraní Antonio Franco |
| Huracán              | 0 - 0 | Deportivo Italiano     |
| Defensa y Justicia   | 1 - 1 | Temperley              |
| Chacarita Juniors    | 0 - 0 | Central Córdoba (SdE)  |
| Gimnasia (Jujuy)     | 1 - 2 | Tigre                  |
| Colón                | 1 - 3 | Deportivo Mandiyú      |
| Chaco For Ever       | 0 - 0 | Belgrano               |
| Ferro (General Pico) | 1 - 2 | Deportivo Maipú        |

| Fecha 27               | Fecha 27  | Fecha 27              | Fecha 27 |
| Local                  | Resultado | Visitante             |          |
| ---------------------- | --------- | --------------------- | -------- |
| Deportivo Maipú        | 5 - 1     | Chacarita Juniors     |          |
| Belgrano               | 1 - 0     | Defensa y Justicia    |          |
| Atlético Tucumán       | 3 - 0     | Gimnasia (Jujuy)      |          |
| Quilmes                | 5 - 3     | Central Córdoba (SdE) |          |
| Temperley              | 3 - 0     | Ferro (General Pico)  |          |
| Deportivo Italiano     | 2 - 0     | Chaco For Ever        |          |
| Lanús                  | 4 - 1     | Douglas Haig          |          |
| Deportivo Mandiyú      | 2 - 0     | Almirante Brown       |          |
| Tigre                  | 3 - 0     | Los Andes             |          |
| Guaraní Antonio Franco | 2 - 3     | Huracán               |          |
| Cipolletti             | 1 - 0     | Colón                 |          |

| Chaco For Ever        | 2 - 2 | Guaraní Antonio Franco |
| Central Córdoba (SdE) | 2 - 1 | Deportivo Maipú        |
| Los Andes             | 0 - 0 | Atlético Tucumán       |
| Colón                 | 3 - 2 | Tigre                  |
| Almirante Brown       | 0 - 0 | Cipolletti             |
| Douglas Haig          | 0 - 2 | Deportivo Mandiyú      |
| Huracán               | 4 - 0 | Lanús                  |
| Defensa y Justicia    | 1 - 1 | Deportivo Italiano     |
| Chacarita Juniors     | 1 - 0 | Temperley              |
| Gimnasia (Jujuy)      | 1 - 2 | Quilmes                |
| Ferro (General Pico)  | 1 - 1 | Belgrano               |

| Fecha 29               | Fecha 29  | Fecha 29              | Fecha 29 |
| Local                  | Resultado | Visitante             |          |
| ---------------------- | --------- | --------------------- | -------- |
| Atlético Tucumán       | 1 - 1     | Colón                 |          |
| Quilmes                | 0 - 0     | Deportivo Maipú       |          |
| Temperley              | 1 - 0     | Central Córdoba (SdE) |          |
| Deportivo Italiano     | 2 - 1     | Ferro (General Pico)  |          |
| Lanús                  | 1 - 3     | Chaco For Ever        |          |
| Deportivo Mandiyú      | 0 - 2     | Huracán               |          |
| Tigre                  | 1 - 1     | Almirante Brown       |          |
| Belgrano               | 1 - 1     | Chacarita Juniors     |          |
| Guaraní Antonio Franco | 1 - 1     | Defensa y Justicia    |          |
| Cipolletti             | 0 - 0     | Douglas Haig          |          |
| Gimnasia (Jujuy)       | 0 - 1     | Los Andes             |          |

| Colón                 | 1 - 1 | Gimnasia (Jujuy)       |
| Los Andes             | 0 - 1 | Quilmes                |
| Almirante Brown       | 5 - 4 | Atlético Tucumán       |
| Huracán               | 1 - 0 | Cipolletti             |
| Defensa y Justicia    | 2 - 0 | Lanús                  |
| Ferro (General Pico)  | 1 - 3 | Guaraní Antonio Franco |
| Chacarita Juniors     | 3 - 2 | Deportivo Italiano     |
| Chaco For Ever        | 1 - 3 | Deportivo Mandiyú      |
| Deportivo Maipú       | 1 - 1 | Temperley              |
| Douglas Haig          | 2 - 1 | Tigre                  |
| Central Córdoba (SdE) | 0 - 0 | Belgrano               |

| Fecha 31               | Fecha 31  | Fecha 31              | Fecha 31 |
| Local                  | Resultado | Visitante             |          |
| ---------------------- | --------- | --------------------- | -------- |
| Guaraní Antonio Franco | 0 - 0     | Chacarita Juniors     |          |
| Atlético Tucumán       | 0 - 0     | Douglas Haig          |          |
| Deportivo Mandiyú      | 1 - 1     | Defensa y Justicia    |          |
| Belgrano               | 2 - 1     | Deportivo Maipú       |          |
| Gimnasia (Jujuy)       | 1 - 2     | Almirante Brown       |          |
| Cipolletti             | 1 - 1     | Chaco For Ever        |          |
| Quilmes                | 2 - 2     | Temperley             |          |
| Deportivo Italiano     | 1 - 2     | Central Córdoba (SdE) |          |
| Lanús                  | 6 - 2     | Ferro (General Pico)  |          |
| Tigre                  | 2 - 1     | Huracán               |          |
| Los Andes              | 2 - 3     | Colón                 |          |

| Ferro (General Pico)  | 0 - 0 | Deportivo Mandiyú      |
| Colón                 | 2 - 1 | Quilmes                |
| Almirante Brown       | 2 - 1 | Los Andes              |
| Douglas Haig          | 5 - 1 | Gimnasia (Jujuy)       |
| Huracán               | 2 - 1 | Atlético Tucumán       |
| Chaco For Ever        | 2 - 0 | Tigre                  |
| Defensa y Justicia    | 0 - 0 | Cipolletti             |
| Chacarita Juniors     | 1 - 1 | Lanús                  |
| Central Córdoba (SdE) | 0 - 0 | Guaraní Antonio Franco |
| Deportivo Maipú       | 2 - 2 | Deportivo Italiano     |
| Temperley             | 4 - 2 | Belgrano               |

| Fecha 33               | Fecha 33  | Fecha 33              | Fecha 33 |
| Local                  | Resultado | Visitante             |          |
| ---------------------- | --------- | --------------------- | -------- |
| Guaraní Antonio Franco | 3 - 1     | Deportivo Maipú       |          |
| Tigre                  | 1 - 0     | Defensa y Justicia    |          |
| Quilmes                | 1 - 0     | Belgrano              |          |
| Deportivo Italiano     | 1 - 1     | Temperley             |          |
| Lanús                  | 5 - 1     | Central Córdoba (SdE) |          |
| Deportivo Mandiyú      | 2 - 2     | Chacarita Juniors     |          |
| Gimnasia (Jujuy)       | 1 - 0     | Huracán               |          |
| Los Andes              | 0 - 4     | Douglas Haig          |          |
| Colón                  | 3 - 1     | Almirante Brown       |          |
| Cipolletti             | 6 - 0     | Ferro (General Pico)  |          |
| Atlético Tucumán       | 2 - 1     | Chaco For Ever        |          |

| Central Córdoba (SdE) | 1 - 1 | Deportivo Mandiyú      |
| Douglas Haig          | 0 - 0 | Colón                  |
| Chaco For Ever        | 2 - 1 | Gimnasia (Jujuy)       |
| Ferro (General Pico)  | 2 - 2 | Tigre                  |
| Deportivo Maipú       | 1 - 1 | Lanús                  |
| Belgrano              | 3 - 0 | Deportivo Italiano     |
| Almirante Brown       | 0 - 2 | Quilmes                |
| Huracán               | 2 - 4 | Los Andes              |
| Defensa y Justicia    | 4 - 1 | Atlético Tucumán       |
| Chacarita Juniors     | 1 - 2 | Cipolletti             |
| Temperley             | 1 - 0 | Guaraní Antonio Franco |

| Fecha 35               | Fecha 35  | Fecha 35              | Fecha 35 |
| Local                  | Resultado | Visitante             |          |
| ---------------------- | --------- | --------------------- | -------- |
| Atlético Tucumán       | 2 - 1     | Ferro (General Pico)  |          |
| Gimnasia (Jujuy)       | 0 - 3     | Defensa y Justicia    |          |
| Quilmes                | 2 - 1     | Deportivo Italiano    |          |
| Guaraní Antonio Franco | 1 - 2     | Belgrano              |          |
| Lanús                  | 8 - 3     | Temperley             |          |
| Deportivo Mandiyú      | 7 - 0     | Deportivo Maipú       |          |
| Cipolletti             | 1 - 1     | Central Córdoba (SdE) |          |
| Tigre                  | 2 - 0     | Chacarita Juniors     |          |
| Los Andes              | 1 - 1     | Chaco For Ever        |          |
| Colón                  | 0 - 0     | Huracán               |          |
| Almirante Brown        | 1 - 1     | Douglas Haig          |          |

| Douglas Haig          | 1 - 3 | Quilmes                |
| Huracán               | 2 - 1 | Almirante Brown        |
| Defensa y Justicia    | 3 - 1 | Los Andes              |
| Ferro (General Pico)  | 5 - 1 | Gimnasia (Jujuy)       |
| Chacarita Juniors     | 1 - 2 | Atlético Tucumán       |
| Central Córdoba (SdE) | 3 - 1 | Tigre                  |
| Deportivo Maipú       | 1 - 3 | Cipolletti             |
| Temperley             | 1 - 1 | Deportivo Mandiyú      |
| Belgrano              | 2 - 1 | Lanús                  |
| Deportivo Italiano    | 3 - 1 | Guaraní Antonio Franco |
| Chaco For Ever        | 5 - 1 | Colón                  |

| Fecha 37          | Fecha 37  | Fecha 37               | Fecha 37 |
| Local             | Resultado | Visitante              |          |
| ----------------- | --------- | ---------------------- | -------- |
| Quilmes           | 1 - 0     | Guaraní Antonio Franco |          |
| Lanús             | 3 - 4     | Deportivo Italiano     |          |
| Deportivo Mandiyú | 2 - 0     | Belgrano               |          |
| Tigre             | 2 - 0     | Deportivo Maipú        |          |
| Gimnasia (Jujuy)  | 0 - 1     | Chacarita Juniors      |          |
| Los Andes         | 2 - 2     | Ferro (General Pico)   |          |
| Colón             | 1 - 0     | Defensa y Justicia     |          |
| Almirante Brown   | 0 - 2     | Chaco For Ever         |          |
| Douglas Haig      | 0 - 0     | Huracán                |          |
| Cipolletti        | 0 - 0     | Temperley              |          |
| Atlético Tucumán  | 1 - 1     | Central Córdoba (SdE)  |          |

| Huracán                | 0 - 0 | Quilmes           |
| Chaco For Ever         | 2 - 0 | Douglas Haig      |
| Defensa y Justicia     | 0 - 1 | Almirante Brown   |
| Ferro (General Pico)   | 0 - 0 | Colón             |
| Chacarita Juniors      | 1 - 3 | Los Andes         |
| Central Córdoba (SdE)  | 6 - 0 | Gimnasia (Jujuy)  |
| Deportivo Maipú        | 2 - 1 | Atlético Tucumán  |
| Temperley              | 1 - 1 | Tigre             |
| Belgrano               | 2 - 1 | Cipolletti        |
| Deportivo Italiano     | 1 - 2 | Deportivo Mandiyú |
| Guaraní Antonio Franco | 5 - 1 | Lanús             |

| Fecha 39          | Fecha 39  | Fecha 39               | Fecha 39 |
| Local             | Resultado | Visitante              |          |
| ----------------- | --------- | ---------------------- | -------- |
| Quilmes           | 1 - 0     | Lanús                  |          |
| Deportivo Mandiyú | 1 - 0     | Guaraní Antonio Franco |          |
| Cipolletti        | 4 - 0     | Deportivo Italiano     |          |
| Tigre             | 3 - 0     | Belgrano               |          |
| Atlético Tucumán  | 0 - 0     | Temperley              |          |
| Gimnasia (Jujuy)  | 0 - 1     | Deportivo Maipú        |          |
| Los Andes         | 2 - 0     | Central Córdoba (SdE)  |          |
| Colón             | 2 - 1     | Chacarita Juniors      |          |
| Almirante Brown   | 2 - 1     | Ferro (General Pico)   |          |
| Douglas Haig      | 0 - 3     | Defensa y Justicia     |          |
| Huracán           | 0 - 2     | Chaco For Ever         |          |

| Chaco For Ever         | 2 - 1 | Quilmes           |
| Defensa y Justicia     | 1 - 0 | Huracán           |
| Ferro (General Pico)   | 0 - 2 | Douglas Haig      |
| Chacarita Juniors      | 2 - 1 | Almirante Brown   |
| Central Córdoba (SdE)  | 3 - 1 | Colón             |
| Deportivo Maipú        | 2 - 0 | Los Andes         |
| Temperley              | 4 - 0 | Gimnasia (Jujuy)  |
| Belgrano               | 3 - 3 | Atlético Tucumán  |
| Deportivo Italiano     | 1 - 2 | Tigre             |
| Guaraní Antonio Franco | 2 - 1 | Cipolletti        |
| Lanús                  | 0 - 0 | Deportivo Mandiyú |

| Fecha 41         | Fecha 41  | Fecha 41               | Fecha 41 |
| Local            | Resultado | Visitante              |          |
| ---------------- | --------- | ---------------------- | -------- |
| Huracán          | 5 - 0     | Ferro (General Pico)   |          |
| Quilmes          | 0 - 0     | Deportivo Mandiyú      |          |
| Cipolletti       | 2 - 0     | Lanús                  |          |
| Tigre            | 3 - 0     | Guaraní Antonio Franco |          |
| Atlético Tucumán | 2 - 1     | Deportivo Italiano     |          |
| Gimnasia (Jujuy) | 0 - 2     | Belgrano               |          |
| Los Andes        | 1 - 0     | Temperley              |          |
| Colón            | 1 - 1     | Deportivo Maipú        |          |
| Almirante Brown  | 4 - 0     | Central Córdoba (SdE)  |          |
| Douglas Haig     | 0 - 1     | Chacarita Juniors      |          |
| Chaco For Ever   | 0 - 5     | Defensa y Justicia     |          |

| Defensa y Justicia     | 2 - 0 | Quilmes          |
| Ferro (General Pico)   | 0 - 2 | Chaco For Ever   |
| Chacarita Juniors      | 3 - 0 | Huracán          |
| Central Córdoba (SdE)  | 1 - 1 | Douglas Haig     |
| Deportivo Maipú        | 3 - 1 | Almirante Brown  |
| Temperley              | 0 - 1 | Colón            |
| Belgrano               | 1 - 0 | Los Andes        |
| Deportivo Italiano     | 3 - 1 | Gimnasia (Jujuy) |
| Guaraní Antonio Franco | 1 - 0 | Atlético Tucumán |
| Lanús                  | 0 - 1 | Tigre            |
| Deportivo Mandiyú      | 0 - 0 | Cipolletti       |

## Goleadores
| # | Nac.                 | Jugador           | Equipo            | Goles |
| - | -------------------- | ----------------- | ----------------- | ----- |
| 1 | Bandera de Argentina | Daniel Leani      | Quilmes           | 24    |
| 2 | Bandera de Argentina | Hugo Noremberg    | Chaco For Ever    | 18    |
| 2 | Bandera de Argentina | Marcelo Reggiardo | Almirante Brown   | 18    |
| 4 | Bandera de Argentina | Raúl Aredes       | Atlético Tucumán  | 17    |
| 5 | Bandera de Argentina | Héctor Baillié    | Douglas Haig      | 16    |
| 5 | Bandera de Argentina | Daniel Oddine     | Deportivo Mandiyú | 16    |

## Torneo reducido
Los equipos ranqueados del 2.º al 10.º puesto del Campeonato Nacional B 1987-88, disputaron un Reducido de Ascenso por un segundo cupo para la Primera División. A estos 9 equipos se les sumaron los tres equipos recientemente ascendidos a la B Nacional: el Club Atlético Talleres (campeón de la Primera B 1987-88), el Club Atlético San Martín de Tucumán y el Club Social y Deportivo Estación Quequén (ascendidos del Torneo del Interior 1987-88, a través de los Torneos Zonales). Para todos los cruces, se establecieron ventajas deportivas a favor de los equipos que disputaron el Campeonato Nacional B, dependiendo de las posiciones en que finalizaron y también con relación a los 3 equipos recientemente ascendidos. 

### Cuadro de desarrollo
|  | Octavos de final | Octavos de final | Octavos de final | Octavos de final |   |    | Cuartos de final | Cuartos de final | Cuartos de final | Cuartos de final |   |    | Semifinales    | Semifinales | Semifinales | Semifinales |  |                | Final          | Final | Final | Final |  |
|  |                  |                  |                  |                  |   |    |                  |                  |                  |                  |   |    |                |             |             |             |  |                |                |       |       |       |  |
|  |                  |                  |                  |                  |   |    |                  |                  |                  |                  |   |    |                |             |             |             |  |                |                |       |       |       |  |
|  | 4°               | Chaco For Ever   | 3                | 1                |   |    |                  |                  |                  |                  |   |    |                |             |             |             |  |                |                |       |       |       |  |
|  | 4°               | Chaco For Ever   | 3                | 1                |   |    |                  |                  |                  |                  |   |    |                |             |             |             |  |                |                |       |       |       |  |
|  | SE               | Estación Quequén | 1                | 1                |   |    |                  |                  |                  |                  |   |    |                |             |             |             |  |                |                |       |       |       |  |
|  | SE               | Estación Quequén | 1                | 1                |   | 4° | Chaco For Ever   | 0                | 2                |                  |   |    |                |             |             |             |  |                |                |       |       |       |  |
|  |                  |                  |                  |                  |   | 4° | Chaco For Ever   | 0                | 2                |                  |   |    |                |             |             |             |  |                |                |       |       |       |  |
|  |                  |                  | 8°               | Colón            | 1 | 1  |                  |                  |                  |                  |   |    |                |             |             |             |  |                |                |       |       |       |  |
|  | 8°               | Colón            | 8°               | Colón            | 1 | 1  | 0                | 1                |                  |                  |   |    |                |             |             |             |  |                |                |       |       |       |  |
|  | 8°               | Colón            |                  |                  |   |    |                  |                  |                  |                  |   |    |                |             |             |             |  |                |                |       |       |       |  |
|  | 9°               | Atlético Tucumán | 1                | 0                |   |    |                  |                  |                  |                  |   |    |                |             |             |             |  |                |                |       |       |       |  |
|  | 9°               | Atlético Tucumán | 1                | 0                |   |    |                  |                  |                  |                  |   | 4° | Chaco For Ever | 0           | 1           |             |  |                |                |       |       |       |  |
|  |                  |                  |                  |                  |   |    |                  |                  |                  |                  |   | 4° | Chaco For Ever | 0           | 1           |             |  |                |                |       |       |       |  |
|  |                  |                  | 7°               | Huracán          | 1 | 0  |                  |                  |                  |                  |   |    |                |             |             |             |  |                |                |       |       |       |  |
|  | 7°               | Huracán          | 7°               | Huracán          | 1 | 0  | 3                | 2                |                  |                  |   |    |                |             |             |             |  |                |                |       |       |       |  |
|  | 7°               | Huracán          |                  |                  |   |    |                  |                  |                  |                  |   |    |                |             |             |             |  |                |                |       |       |       |  |
|  | 10°              | Douglas Haig     | 0                | 2                |   |    |                  |                  |                  |                  |   |    |                |             |             |             |  |                |                |       |       |       |  |
|  | 10°              | Douglas Haig     | 0                | 2                |   | 6° | Belgrano         | 1                | 1                |                  |   |    |                |             |             |             |  |                |                |       |       |       |  |
|  |                  |                  |                  |                  |   | 6° | Belgrano         | 1                | 1                |                  |   |    |                |             |             |             |  |                |                |       |       |       |  |
|  |                  |                  | 7°               | Huracán          | 3 | 1  |                  |                  |                  |                  |   |    |                |             |             |             |  |                |                |       |       |       |  |
|  | 6°               | Belgrano         | 7°               | Huracán          | 3 | 1  | 0                | 4                |                  |                  |   |    |                |             |             |             |  |                |                |       |       |       |  |
|  | 6°               | Belgrano         |                  |                  |   |    |                  |                  |                  |                  |   |    |                |             |             |             |  |                |                |       |       |       |  |
|  | B                | Talleres         | 0                | 1                |   |    |                  |                  |                  |                  |   |    |                |             |             |             |  |                |                |       |       |       |  |
|  | B                | Talleres         | 0                | 1                |   |    |                  |                  |                  |                  |   |    |                |             |             |             |  | Chaco For Ever | Chaco For Ever | 0     | 0     |       |  |
|  |                  |                  |                  |                  |   |    |                  |                  |                  |                  |   |    |                |             |             |             |  | Chaco For Ever | Chaco For Ever | 0     | 0     |       |  |
|  |                  |                  | San Martín (T)   | San Martín (T)   | 1 | 2  |                  |                  |                  |                  |   |    |                |             |             |             |  |                |                |       |       |       |  |
|  |                  |                  | San Martín (T)   | San Martín (T)   | 1 | 2  |                  |                  |                  |                  |   |    |                |             |             |             |  |                |                |       |       |       |  |
|  |                  |                  |                  |                  |   |    |                  |                  |                  |                  |   |    |                |             |             |             |  |                |                |       |       |       |  |
|  |                  |                  |                  |                  |   |    |                  |                  |                  |                  |   |    |                |             |             |             |  |                |                |       |       |       |  |
|  |                  |                  |                  |                  |   |    |                  |                  |                  |                  |   |    |                |             |             |             |  |                |                |       |       |       |  |
|  |                  |                  |                  |                  |   |    |                  |                  |                  |                  |   |    |                |             |             |             |  |                |                |       |       |       |  |
|  |                  |                  |                  |                  |   |    |                  |                  |                  |                  |   |    |                |             |             |             |  |                |                |       |       |       |  |
|  |                  |                  |                  |                  |   |    |                  |                  |                  |                  |   |    |                |             |             |             |  |                |                |       |       |       |  |
|  |                  |                  |                  |                  |   |    |                  |                  |                  |                  |   |    |                |             |             |             |  |                |                |       |       |       |  |
|  |                  |                  |                  |                  |   |    |                  |                  |                  |                  |   |    |                |             |             |             |  |                |                |       |       |       |  |
|  |                  |                  |                  |                  |   |    |                  | 2°               | Quilmes          | 0                | 1 |    |                |             |             |             |  |                |                |       |       |       |  |
|  |                  |                  |                  |                  |   |    |                  |                  |                  |                  | 1 |    |                |             |             |             |  |                |                |       |       |       |  |
|  |                  |                  | NE               | San Martín (T)   | 0 | 2  |                  |                  |                  |                  |   |    |                |             |             |             |  |                |                |       |       |       |  |
|  |                  |                  | NE               | San Martín (T)   | 0 | 2  |                  |                  |                  |                  |   |    |                |             |             |             |  |                |                |       |       |       |  |
|  |                  |                  |                  |                  |   |    |                  |                  |                  |                  |   |    |                |             |             |             |  |                |                |       |       |       |  |
|  |                  |                  |                  |                  |   |    |                  |                  |                  |                  |   |    |                |             |             |             |  |                |                |       |       |       |  |
|  |                  | 3°               | Cipolletti       | 2                | 1 |    |                  |                  |                  |                  |   |    |                |             |             |             |  |                |                |       |       |       |  |
|  |                  |                  |                  |                  | 1 |    |                  |                  |                  |                  |   |    |                |             |             |             |  |                |                |       |       |       |  |
|  |                  |                  | NE               | San Martín (T)   | 5 | 1  |                  |                  |                  |                  |   |    |                |             |             |             |  |                |                |       |       |       |  |
|  | 5°               | Tigre            | NE               | San Martín (T)   | 5 | 1  | 0                | 0                |                  |                  |   |    |                |             |             |             |  |                |                |       |       |       |  |
|  | 5°               | Tigre            |                  |                  |   |    |                  |                  |                  |                  |   |    |                |             |             |             |  |                |                |       |       |       |  |
|  | NE               | San Martín (T)   | 1                | 1                |   |    |                  |                  |                  |                  |   |    |                |             |             |             |  |                |                |       |       |       |  |
|  | NE               | San Martín (T)   | 1                | 1                |   |    |                  |                  |                  |                  |   |    |                |             |             |             |  |                |                |       |       |       |  |
|  |                  |                  |                  |                  |   |    |                  |                  |                  |                  |   |    |                |             |             |             |  |                |                |       |       |       |  |

- Club Atlético San Martín
(Ascendido a Primera División por el Torneo del Interior)

## Promoción
Central Córdoba de Santiago del Estero, que finalizó en 16.º lugar en la tabla de promedios, debió disputar una promoción contra Güemes de Santiago del Estero para definir su participación en la próxima temporada, disputando dos partidos, ida y vuelta. Central Córdoba de Santiago del Estero se mantuvo en el Nacional B luego de finalizar ambos encuentros con un global de 2-1.
| Promoción B Nacional - Torneo del Interior                                     |           |                       |                     |
| Local                                                                          | Resultado | Visitante             | Fecha               |
| ------------------------------------------------------------------------------ | --------- | --------------------- | ------------------- |
| Güemes (SdE)                                                                   | 1 - 2     | Central Córdoba (SdE) | 7 de julio de 1988  |
| Central Córdoba (SdE)                                                          | 0 - 0     | Güemes (SdE)          | 17 de julio de 1988 |
| Central Córdoba de Santiago del Estero mantuvo la categoría por global de 2-1. |           |                       |                     |